# 21e cérémonie des Satellite Awards
La 21e cérémonie des Satellite Awards, décernés par l'International Press Academy, a eu lieu le 18 février 2017 et a récompensé les films et séries télévisées produits en 2016.
Les nominations ont été annoncées le 29 novembre 2016

## Palmarès
N.B. : Pour la première année, certaines catégories proposent deux vainqueurs et distinguent les films produits par des majors et les films indépendants.

### Cinéma

#### Meilleur film
- La La Land (major)
- Manchester by the Sea (indépendant)
  - Captain Fantastic
  - Fences
  - Tu ne tueras point (Hacksaw Ridge)
  - Comancheria (Hell or High Water)
  - Les Figures de l'ombre (Hidden Figures)
  - Jackie
  - Lion
  - Loving
  - Moonlight
  - Nocturnal Animals

#### Meilleur réalisateur
- Kenneth Lonergan pour Manchester by the Sea
  - Damien Chazelle pour La La Land
  - Tom Ford pour Nocturnal Animals
  - Mel Gibson pour Tu ne tueras point
  - Barry Jenkins pour Moonlight
  - Pablo Larraín pour Jackie
  - Denzel Washington pour Fences

#### Meilleur acteur
- Andrew Garfield pour Tu ne tueras point (major)
- Viggo Mortensen pour Captain Fantastic (indépendant)
  - Casey Affleck pour Manchester by the Sea
  - Joel Edgerton pour Loving
  - Joseph Gordon-Levitt pour Snowden
  - Ryan Gosling pour La La Land
  - Tom Hanks pour Sully
  - Denzel Washington pour Fences

#### Meilleure actrice
- Ruth Negga pour Loving (major)
- Isabelle Huppert pour Elle (indépendant)
  - Amy Adams pour Nocturnal Animals
  - Annette Bening pour 20th Century Women
  - Taraji P. Henson pour Les Figures de l'ombre
  - Natalie Portman pour Jackie
  - Emma Stone pour La La Land
  - Meryl Streep pour Florence Foster Jenkins

#### Meilleur acteur dans un second rôle
- Jeff Bridges pour Comancheria
  - Mahershala Ali pour Moonlight
  - Hugh Grant pour Florence Foster Jenkins
  - Lucas Hedges pour Manchester by the Sea
  - Eddie Murphy pour Mr. Church
  - Dev Patel pour Lion

#### Meilleure actrice dans un second rôle
- Naomie Harris pour Moonlight
  - Viola Davis pour Fences
  - Nicole Kidman pour Lion
  - Helen Mirren pour Eye in the Sky
  - Octavia Spencer pour Les Figures de l'ombre
  - Michelle Williams pour Manchester by the Sea

#### Meilleure distribution
- Les figures de l'ombre – Taraji P. Henson, Octavia Spencer, Janelle Monáe, Kevin Costner, Kirsten Dunst, Jim Parsons, Glen Powell, Mahershala Ali et Karan Kendrick

#### Meilleur scénario original
- Moonlight – Barry Jenkins
  - Captain Fantastic – Matt Ross
  - Comancheria - Taylor Sheridan
  - La La Land – Damien Chazelle
  - The Lobster – Yórgos Lánthimos et Efthýmis Filíppou
  - Manchester by the Sea – Kenneth Lonergan

#### Meilleur scénario adapté
- Snowden – Oliver Stone et Kieran Fitzgerald
  - Tu ne tueras point – Andrew Knight et Robert Schenkkan
  - Les figures de l'ombre – Theodore Melfi et Allison Schroeder
  - Le Livre de la jungle (The Jungle Book) – Justin Marks
  - Lion – Luke Davies
  - Sully – Todd Komarnicki

#### Meilleure direction artistique
- La La Land – David Wasco
  - Alice de l'autre côté du miroir (Alice Through the Looking Glass) – Dan Hennah
  - Alliés (Allied) – Gary Freeman
  - Tu ne tueras point – Barry Robinson
  - Jackie – Jean Rabasse
  - Le Livre de la jungle – Christophe Glass

#### Meilleurs costumes
- Jackie – Madeline Fontaine
  - Alice de l'autre côté du miroir – Colleen Atwood
  - Captain Fantastic – Courtney Hoffman
  - Doctor Strange – Alexandra Byrne
  - La La Land – Mary Zophres
  - Love and Friendship – Eimer Ní Mhaoldomhnaigh

#### Meilleure photographie
- Le Livre de la jungle – Bill Pope
  - Un jour dans la vie de Billy Lynn (Billy Lynn's Long Halftime Walk) – John Toll
  - Tu ne tueras point – Simon Duggan
  - Olli Mäki (Hymyilevä mies) – Jani-Petteri Passi
  - La La Land – Linus Sandgren
  - Moonlight – James Laxton

#### Meilleur montage
- Tu ne tueras point – John Gilbert
  - Un jour dans la vie de Billy Lynn – Tim Squyres
  - The Birth of a Nation – Steven Rosenblum
  - La La Land – Tom Cross
  - Lion – Alexandre de Francheschi
  - Moonlight – Joi McMillon et Nat Sanders

#### Meilleur son
- Tu ne tueras point
  - 13 Hours (13 Hours: The Secret Soldiers of Benghazi)
  - Alliés
  - Un jour dans la vie de Billy Lynn
  - Le Livre de la jungle
  - La La Land

#### Meilleurs effets visuels
- Le Livre de la jungle
  - Le Bon Gros Géant (The BFG) – Mark Gee, Joe Letteri, Ken McGaugh et Kevin Andrew Smith
  - Deadpool
  - Doctor Strange
  - Un jour dans la vie de Billy Lynn
  - Sully

#### Meilleure chanson originale
- City of Stars dans La La Land
  - Audition (The Fools Who Dream) dans La La Land
  - Can't Stop the Feeling! dans Les Trolls (Trolls)
  - Dancing With Your Shadow dans Po
  - I'm Still Here dans Miss Sharon Jones! (en)
  - Running dans Les figures de l'ombre

#### Meilleure musique de film
- La La Land – Justin Hurwitz
  - Le Bon Gros Géant (The BFG) – John Williams
  - Les figures de l'ombre – Hans Zimmer, Pharrell Williams et Benjamin Wallfisch
  - Le Livre de la jungle – John Debney
  - Manchester by the Sea – Lesley Barber
  - Tu ne tueras point – Rupert Gregson-Williams

#### Meilleur film en langue étrangère
- Le Client (persan : فروشنده, Forushande) -  Iran
  - Les Ardennes (D'Ardennen) -  Belgique
  - Elle -  France
  - Mademoiselle ([아가씨) -  Corée du Sud
  - Olli Mäki -  Finlande
  - Julieta -  Espagne
  - Mr. Ove (En man som heter Ove) -  Suède
  - Ma' Rosa -  Philippines
  - Paradis (Рай) -  Russie
  - Toni Erdmann -  Allemagne

#### Meilleur film d'animation ou multimédia
- Ma vie de Courgette
  - Le Monde de Dory (Finding Dory)
  - Le Livre de la jungle
  - Kubo et l'Armure magique (Kubo and the Two Strings)
  - Miss Hokusai (百日紅)
  - Vaiana : La Légende du bout du monde (Moana)
  - La Tortue rouge
  - Les Trolls
  - Your Name. (君の名は。=
  - Zootopie (Zootopia)

#### Meilleur film documentaire
- Le 13e (13th)
  - The Beatles: Eight Days a Week
  - La Jeune fille et son Aigle (The Eagle Huntress)
  - Fuocoammare
  - Gleason
  - The Ivory Game
  - Life, Animated
  - O.J.: Made in America
  - Tower
  - Zero Days

### Télévision

#### Meilleure série télévisée dramatique
- The Crown – Netflix
  - The Affair – Showtime
  - American Crime – ABC
  - The Americans – FX
  - Better Call Saul – AMC
  - The Fall – BBC Northern Ireland
  - Mr. Robot – USA Network
  - Poldark – PBS

#### Meilleure série télévisée musicale ou comique
Silicon Valley – HBO
- Brooklyn Nine-Nine – FOX
- Lady Dynamite – Netflix
- Love – Netflix
- Orange Is the New Black – Netflix
- Unbreakable Kimmy Schmidt – Netflix
- Veep – HBO

#### Meilleure série télévisée de genre
Outlander – Starz
- Black Mirror – Netflix
- Game of Thrones – HBO
- The Man in the High Castle – Amazon Video
- Orphan Black – BBC America
- Stranger Things – Netflix
- The Walking Dead – AMC
- Westworld – HBO

#### Meilleure mini-série ou meilleur téléfilm
American Crime Story : The People v. O.J. Simpson – FX
- All the Way – HBO
- And Then There Were None – Acorn TV, Agatha Christie Productions
- Churchill's Secret – PBS, ITV
- Close to the Enemy – Acorn TV, BBC Two
- Confirmation – HBO
- The Dresser – Starz
- Lady Day at Emerson's Bar and Grill – HBO
- The Night Of – HBO

#### Meilleur acteur dans une série télévisée dramatique
Dominic West – The Affair 
- Rami Malek – Mr. Robot
- Bob Odenkirk – Better Call Saul
- Matthew Rhys – The Americans
- Liev Schreiber – Ray Donovan
- Billy Bob Thornton – Goliath

#### Meilleure actrice dans une série télévisée dramatique
Evan Rachel Wood – Westworld
- Felicity Huffman – American Crime
- Sarah Lancashire – Happy Valley
- Tatiana Maslany – Orphan Black
- Winona Ryder – Stranger Things
- Ruth Wilson – The Affair

#### Meilleur acteur dans une série télévisée musicale ou comique
William H. Macy – Shameless
- Anthony Anderson – Black-ish
- Rob Delaney – Catastrophe
- Will Forte – The Last Man on Earth
- Thomas Middleditch – Silicon Valley
- Jeffrey Tambor – Transparent

#### Meilleure actrice dans une série télévisée musicale ou comique
Taylor Schilling – Orange Is the New Black
- Pamela Adlon – Better Things
- Sharon Horgan – Catastrophe
- Ellie Kemper – Unbreakable Kimmy Schmidt
- Tracee Ellis Ross – Black-ish

#### Meilleur acteur dans une mini-série ou un téléfilm
Bryan Cranston – All the Way
- Cuba Gooding Jr. – American Crime Story : The People v. O.J. Simpson
- Tom Hiddleston – The Night Manager
- Anthony Hopkins – The Dresser
- Wendell Pierce – Catastrophe
- Courtney B. Vance – American Crime Story : The People v. O.J. Simpson

#### Meilleure actrice dans une mini-série ou un téléfilm
Sarah Paulson – American Crime Story : The People v. O.J. Simpson
- Lily James – Guerre et Paix
- Melissa Leo – All the Way
- Audra McDonald – Lady Day at Emerson's Bar and Grill
- Kerry Washington – Catastrophe
- Emily Watson – The Dresser

#### Meilleur acteur dans un second rôle
Ben Mendelsohn – Bloodline
- Jonathan Banks – Better Call Saul
- Andre Braugher – Brooklyn Nine-Nine
- Jared Harris – The Crown
- Michael Kelly – House of Cards
- Hugh Laurie – The Night Manager

#### Meilleure actrice dans un second rôle
Olivia Colman – The Night Manager
Rhea Seehorn – Better Call Saul 
- Lena Headey – Game of Thrones
- Maggie Siff – Billions
- Maura Tierney – The Affair
- Alison Wright – The Americans

#### Meilleure distribution
Outlander – Caitriona Balfe, Sam Heughan, Tobias Menzies, Lotte Verbeek, Laura Donnelly, Steven Cree, Grant O'Rourke, Gary Lewis, Graham McTavish, Stephen Walters, Simon Callow, Nell Hudson, Dominique Pinon, Stanley Weber, Richard Rankin, Sophie Skelton, Andrew Gower, Rosie Day, Clive Russell, et Frances de la Tour.

## Statistiques

### Récompenses multiples

#### Cinéma
4 : La La Land
3 : Tu ne tueras point
2 : Le Livre de la jungle, Manchester by the Sea, Moonlight

#### Télévision
2 : Outlander, American Crime Story : The People v. O.J. Simpson 

### Nominations multiples

#### Cinéma
13 : La La Land
9 : Tu ne tueras point
7 : Les Figures de l'ombre, Le Livre de la jungle, Manchester by the Sea, Moonlight
5 : Jackie, Lion
4 : Un jour dans la vie de Billy Lynn, Captain Fantastic, Fences
3 : Comancheria, Loving, Nocturnal Animals, Sully
2 : Alice de l'autre côté du miroir, Alliés, Le Bon Gros Géant, Doctor Strange, Elle, Florence Foster Jenkins, Olli Mäki, Snowden, Les Trolls

#### Télévision
4 : The Affair, Better Call Saul, American Crime Story : The People v. O.J. Simpson 
3 : All the Way, The Americans, Confirmation, The Dresser, The Night Manager
2 : American Crime, Black-ish, Brooklyn Nine-Nine, Catastrophe, The Crown, Game of Thrones, Lady Day at Emerson's Bar and Grill, Mr. Robot, Orange Is the New Black, Orphan Black, Outlander, Silicon Valley, Stranger Things, Unbreakable Kimmy Schmidt, Westworld